# Uzgen
Uzgen (nebo také Ozgon či Özgön) je město v provincii Oš, na západě Kyrgyzstánu.

## Historie
Město, tehdy známé jako Mavarannahr, je zmíněno v čínských análech z 2. století př. n. l. Bývalo to jedno z hlavních měst Karachanidského chánátu. Z tohoto období ve městě zbyla tři dobře zachovaná mauzolea.

## Geografie
Uzgen se nachází na východním konci Ferganské kotliny, kousek od místa, kde do kotliny vstupuje řeka Karadarja. Město leží asi 48 km severovýchodně od města Oš a 32 km od Džalal-Abadu.

## Významní rodáci
- Saližan Šaripov - kyrgyzský kosmonaut

## Galerie

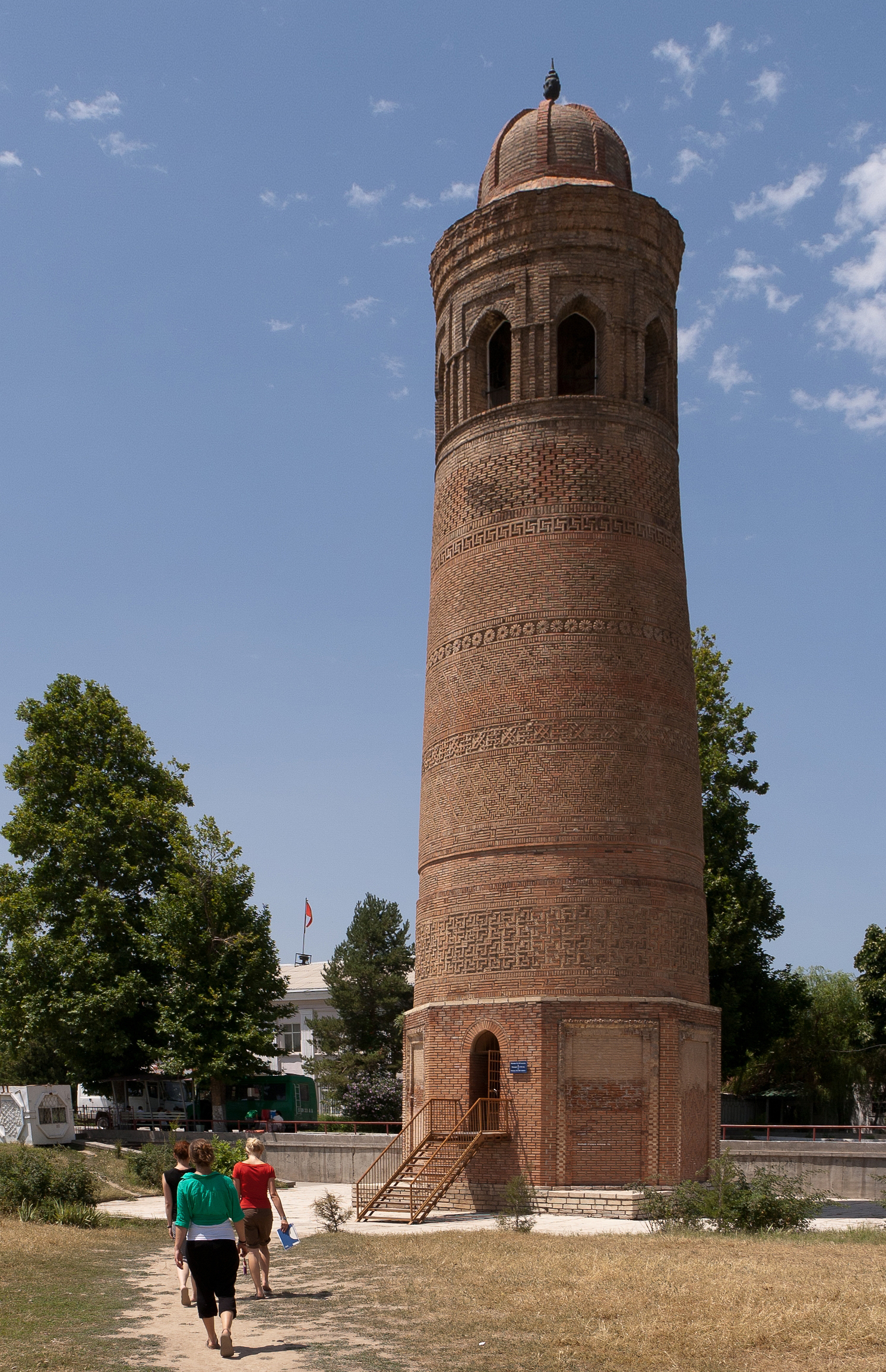
Uzgenský minaret
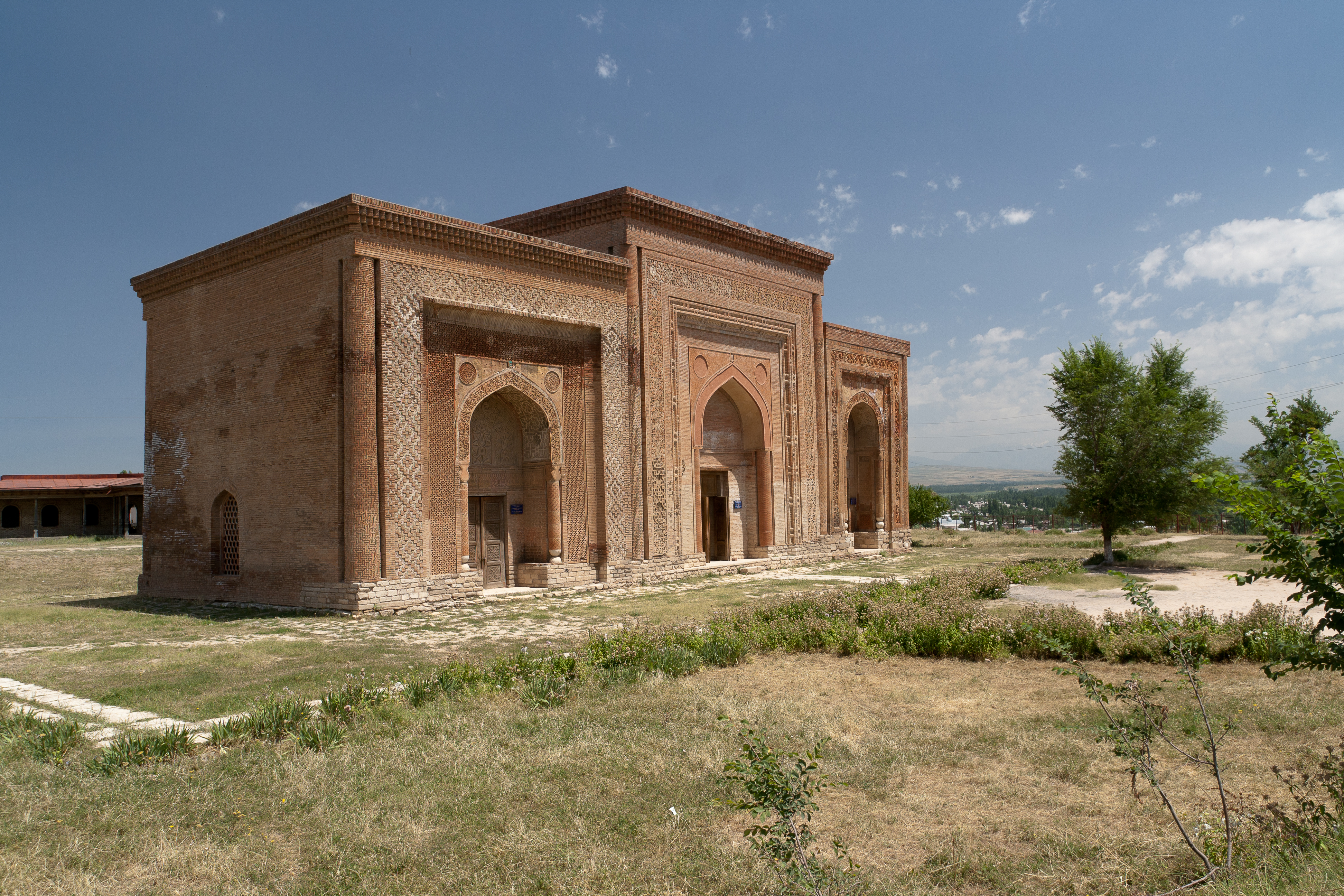
Karachanidské mauzoleum